# 青春ホットライン
『青春ホットライン』（せいしゅんホットライン）は、1969年から1971年にかけてニッポン放送で放送された若者向け人生相談番組である。

## 概要
大人の時間帯に『テレフォン人生相談』があるので、ヤングタイムにも、という趣旨でスタートした。パーソナリティはイラストレーターの黒田征太郎、共演は当時同局の番組『ザ・パンチ・パンチ・パンチ』に出演していた高橋基子。当時黒田は大阪から上京して間も無い頃で、本番組のディレクターを務めた上野修（ドン上野、のちラヂオプレス社代表取締役）が出掛けた先の新宿でスカウトする形で起用された。なお、番組の冒頭には黒田ではなく、ディレクターの上野がまず出演し、番組の簡単な紹介をした後「パーソナリティの黒田征太郎さんと代わります。少々お待ちください」と言ってしばらくして、黒田とリスナーとのトークのぶつかり合いが始まる、といった具合であった。
「姉の友人と肉体関係を結んでしまったが、最近怖くなって別れたいと思う」（17歳・男性）といったような重い相談も多く、相談とは言えども喧嘩に近いノリのトークが展開されたこともしばしばだったという。また当時は家出も多く、家出している先から本番組に電話をかけて来たのも時々あり、スタッフが家出先に直接出向いて保護したことも何度かあった。中でも衝撃的だったのは「自殺の実況中継」と言われている一件で、失恋をきっかけに「これから自殺します」という19歳女性からの電話。その後「今手首を切りました……だんだん血が広がってきました……」と言う声が聞こえてきて、番組では急遽他の電話の受付を止めて、長時間録音テープに切り替え、黒田は懸命に説得にあたった。放送後も長い間説得した甲斐もあって、女性がようやく住所と名前を打ち明け、上野らスタッフは局舎前に停まっていた救急車に乗ってその女性の元へ。女性は受話器を持ったまま血を流して倒れていたが、一命を取り留めた。これらのように、一日でわずか15分ながらこの番組が熱かったゆえか、ディレクターを務めた上野自ら、著書や各雑誌記事で何度もこの番組のことを採り上げた他、「ニッポン放送の歴史を振り返る」といった内容の特別番組で本番組の音源が紹介され、度々話題になり続けている。また、作家の沢木耕太郎が大学生時代にこの番組を聴いて感動し「ニッポン放送でアルバイトがしたい」と申し込んできた他、当時ニッポン放送の入社試験では、この番組に感動したことを志望理由に挙げていた受験者が多くいたという。
ニッポン放送においては、「若者向け電話相談番組」というコンセプトではその後『ドリアン助川の正義のラジオ!ジャンベルジャン!』から『福山雅治のオールナイトニッポンサタデースペシャル・魂のラジオ』（初期）へ、そして『ヤンキー先生!義家弘介の夢は逃げていかない』と放送されていった。

## 放送期間・放送時間
- 1969年11月17日 - 1971年6月5日
  - 毎週月曜日 - 土曜日　24:45 - 25:00

## 書籍
- 青春ホットライン（ニッポン放送制作部 編、自由国民社）- 1971年4月1日発行